# Héctor Headley López
Héctor Headley López Swainson (8 de julio de 1929 - 29 de septiembre de 2022) fue un jardinero izquierdo y tercera base de béisbol profesional panameño que jugó en las Grandes Ligas para los Kansas City Athletics y los New York Yankees de 1955 a 1966 Ganó dos Series Mundiales con los Yankees en 1961 y 1962. Más tarde se convirtió en el primer entrenador negro en el nivel de béisbol Triple-A. 
López fue el segundo jugador de béisbol de las Grandes Ligas nacido en Panamá y continuó siendo uno de los atletas campeones mundiales más venerados del país. Aunque Humberto Robinson debutó en las Grandes Ligas 22 días antes que López, López fue el primer ligamayorista nacido en Panamá en tener una carrera extensa. López era un bateador confiable pero un fildeador cuestionable. Fue jugador de cuadro de los Atléticos y más tarde fue a menudo el tercer jardinero de los Yankees de Roger Maris / Mickey Mantle de principios y mediados de la década de 1960. López tuvo su temporada más exitosa en 1959, pero continuó contribuyendo eficazmente a principios de la década de 1960 durante sus éxitos con los banderines. El jugador utilitario dividió su carrera casi a partes iguales entre posiciones del cuadro y de los jardines. Después de retirarse del béisbol, se convirtió en un gerente innovador en las ligas menores como el primero en romper la línea de color del béisbol como gerente negro en el nivel Triple-A para los Buffalo Bisons y luego sirvió en varios puestos gerenciales y de entrenador internacionales.

## Carrera

### Inicios
Nacido en Colón, Panamá, el 8 de julio de 1929, López creció en Colón cerca de la Zona del Canal de Panamá. su padre fue  lanzador de béisbol de la selección nacional de Panamá. López tenía un trabajo a tiempo parcial en una bolera de una base militar estadounidense y era una estrella del atletismo en la escuela secundaria. Como deportista de secundaria, jugaba béisbol semiprofesional por 100 dólares al mes en Colón. Después de graduarse de la escuela secundaria, firmó para jugar con los St. Hyacinthe Saints de la Liga Provincial Clase C junto con Clifford "Connie" Johnson.

### Kansas City Athletics
Antes de la temporada de 1952, López fue adquirido por los Philadelphia Athletics procedente de los Drummondville Cubs de la Liga Provincial por $1,500 ($ 16,530 hoy). A lo largo de su carrera profesional, jugó en la liga invernal de Panamá, donde ganó tres títulos de bateo y lideró regularmente la liga en jonrones. López se desarrolló en el sistema agrícola de los Atléticos, y cuando el equipo se mudó a Kansas City en 1955, fue llamado al club de Grandes Ligas. López hizo su debut en las Grandes Ligas en 1955. Esa temporada terminó segundo detrás de Carlos Paula entre los novatos en promedio de bateo y fue derrotado por el lanzador líder en ponches de la Liga Americana, Herb Score, para el premio al Novato del Año. Suele jugar en segunda o tercera base durante su estancia en los Atléticos. Durante su temporada de novato, terminó tercero en el equipo en jonrones, sólo detrás de Gus Zernial (30) y Vic Power (19). Empató a Jim Finigan en el tercer lugar del equipo en carreras impulsadas (impulsadas) con 68, solo detrás de Zernial y Power, que tuvieron 84 y 76, respectivamente. López era el antesalista habitual del equipo y el abridor habitual más joven del equipo. En 1956, el equipo terminó con un récord de 52 – 102, pero López tuvo 153 hits, la mayor cantidad de su carrera. También estableció récords personales en jonrones (18) y carreras impulsadas (69). En sus primeros años, los jugadores blancos y negros no compartían habitación mientras viajaban, por lo que compartió habitación con Vic Power a pesar de que el amigo más cercano de Power en el equipo era Clete Boyer. En 1957, tuvo una racha de hits de 22 juegos, que es el récord de todos los tiempos del equipo Kansas City Athletics durante las trece temporadas que la franquicia jugó allí. López terminó entre los 10 primeros de la Liga Americana en ambos juegos jugados y turnos al bate en las temporadas de 1956 y 1958, y lideró la liga en elevados de sacrificio y tiempos de roletazos para dobles matanzas en 1958. López también estuvo entre los 10 primeros en dobles y carreras anotadas en 1958 y en hits de sacrificio, el 26 de junio de 1958, López conectó tres jonrones en un juego contra los Senadores de Washington. Durante su carrera con los Atléticos, bateó .278 con 67 jonrones y 269 carreras impulsadas, y anotó 298 carreras. Sin embargo, su talento se desperdició en un equipo que nunca terminó por encima del sexto lugar. El 26 de mayo de 1959, fue traspasado con Ralph Terry a los Yankees de Nueva York por Johnny Kucks, Tom Sturdivant y Jerry Lumpe. A pesar de todas sus habilidades ofensivas, López lideró a los antesalistas de la Liga Americana en errores en cada una de sus cuatro temporadas completas en Kansas City. El escritor de béisbol y fanático de los Kansas City Athletics, Bill James, escribió que López era el peor jugador defensivo que jamás quisieras ver. Los autores de The Great American Baseball Card Flipping, Trading and Bubble Gum Book declararon a López "el peor jugador de béisbol de las Grandes Ligas de todos los tiempos".

### New York Yankees
En su primera temporada con los Yankees después de ser canjeado, jugó 35 juegos en los jardines, la primera vez en su carrera jugó más de 20 juegos en los jardines. Todavía jugó 76 partidos en la tercera base del equipo. En sus 33 juegos con Kansas City al inicio de la temporada de 1959 de las Grandes Ligas, había jugado exclusivamente en la segunda base. En sus siguientes cinco temporadas con los Yankees de 1960 a 1964, jugó principalmente en los jardines, ya que fue parte de cinco ganadores consecutivos del banderín. Durante su tiempo con los Yankees, a menudo fue el tercer jardinero junto a Roger Maris y Mickey Mantle, conocidos como los M&M Boys, como parte de los Yankees que ganaron dos de las cinco Series Mundiales consecutivas en las que jugaron entre 1960 y 1964. López es uno de los once Yankees que han estado en estos cinco ganadores consecutivos del banderín junto con Whitey Ford, Elston Howard, Bobby Richardson y Clete Boyer y es uno de los siete Yankees que han sido parte de toda la era Maris/Mantle Yankee. En 1965 y 1966, hizo la mayoría de sus apariciones en los jardines en el jardín derecho. Sin embargo, en 1965 Mantle no jugaba en el jardín central. Mantle regresó al jardín central durante la mayoría de sus apariciones en 1966 (el último año de los Maris/Mantle Yankees y el último año de la carrera de López). En 1959, terminó entre los 10 primeros en porcentaje de slugging, hits, dobles y carreras impulsadas. En 1960 estuvo entre los 10 primeros en triples y hits de sacrificio. Durante la Serie Mundial de 1961, López reemplazó a Mantle (quien solo tuvo seis turnos al bate en la Serie) en el Juego 4 y registró un sencillo de 2 carreras en el camino hacia una victoria por 7-0. En el Juego 5, que fue el juego que aseguró la Serie, conectó un jonrón y un triple, impulsando cinco carreras, y atrapó un elevado de Vada Pinson para el último out de la Serie. Su actuación de tres de nueve y siete carreras impulsadas sigue siendo recordada por los neoyorquinos como un punto culminante de la serie.

### Carrera Como Entrenador
En 1967, López jugó para los Hawaii Islanders, filial Triple-A de la Liga de la Costa del Pacífico de los Senadores de Washington. La temporada siguiente, cuando los Buffalo Bisons de la Liga Internacional se convirtieron en la filial Triple-A de Washington, López se unió a los Bisons como jugador. Luego se convirtió en su mánager en 1969. Esto lo convirtió en el primer gerente negro en el nivel Triple-A. Esto fue seis años antes de que Frank Robinson se convirtiera en el primer entrenador negro en las ligas mayores. López fue uno de los tres hombres negros (junto con Sam Bankhead y Gene Baker) que dirigieron las ligas menores en los veinticinco años posteriores a que Jackie Robinson rompiera la barrera del color en 1947. En 1990, entrenó al equipo de béisbol de Malverne High School en Malverne, Nueva York, en el condado de Nassau en Long Island, además de trabajar en el departamento de parques de la ciudad de Hempstead. López también dirigió en Venezuela y fue jugador-director en Panamá. En 1994 y 1995, López dirigió a los Yankees de la Liga de la Costa del Golfo, el equipo de la liga de novatos. López dirigió a la selección nacional de béisbol de Panamá en el Clásico Mundial de Béisbol de 2009.

## Vida personal
Después de su retiro, López participó en el Yankees Old Timers Day durante unos 50 años. López y su esposa, Claudette Joyce (de soltera Brown), se casaron en 1960. Tuvieron dos hijos. López falleció el 29 de septiembre de 2022, en Hudson, Florida, por complicaciones de un cáncer de pulmón. Tenía 93 años.

## enlaces externos
- Esta obra contiene una traducción  derivada de «Héctor López» de Wikipedia en inglés, publicada por sus editores bajo la Licencia de documentación libre de GNU y la Licencia Creative Commons Atribución-CompartirIgual 4.0 Internacional.
- Héctor López en MLB
- Héctor López en MLBPTY

- Datos: Q4357586